# Río Dadu
El río Dadu (en chino, 大渡河; pinyin, Dàdù hé; tibetano: Rgyal rong rgyal mo rngul chu) es un largo río de China, un afluente del río Min, una de las cabeceras del río Yangtsé. Tiene una longitud de 1.155 km y drena una amplia cuenca de 92 000 km².

## Geografía
El río Dadu nace en la provincia de Sichuan, en la confluencia de los ríos Duke y Ma'er. Se dirige en dirección preferentemente sureste por Sichuan hasta reunirse con el Min en la ciudad de Leshan, famosa por su Gran Buda gigante.
A pesar del criterio convencional según el cual se le considera un afluente del Min, la longitud total del Dadu más el tramo del Min entre Leshan y el inicio del Yangtsé es mayor que la longitud descrita por el río Min en sí, por lo que según el criterio hidrográfico habitual de las longitudes, la parte alta del Min sería afluente del sistema fluvial Dadu-Min.
Tiene dos cabeceras principales: 

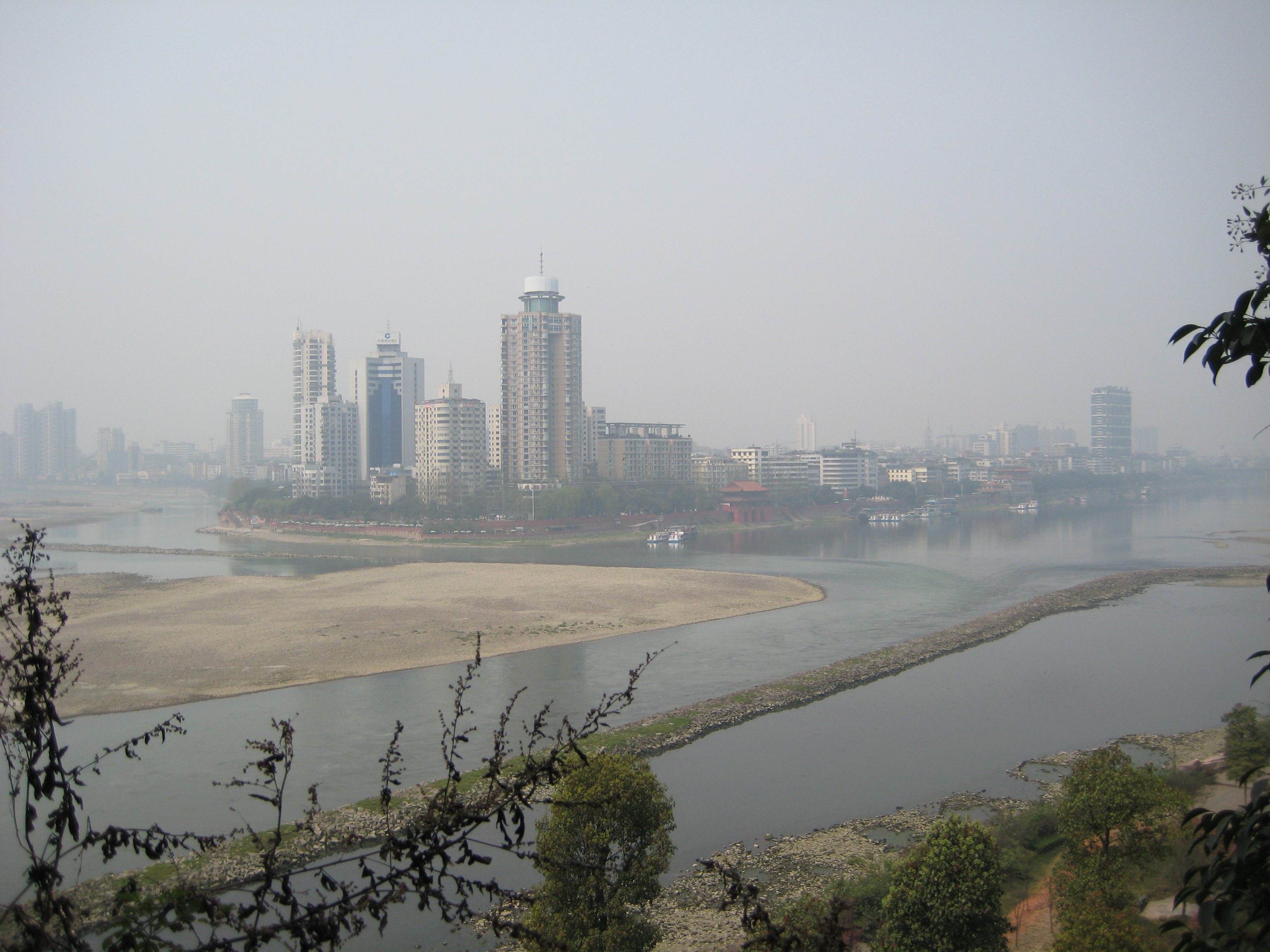
La ciudad de Leshan, donde desagua el Dadu en el río Min

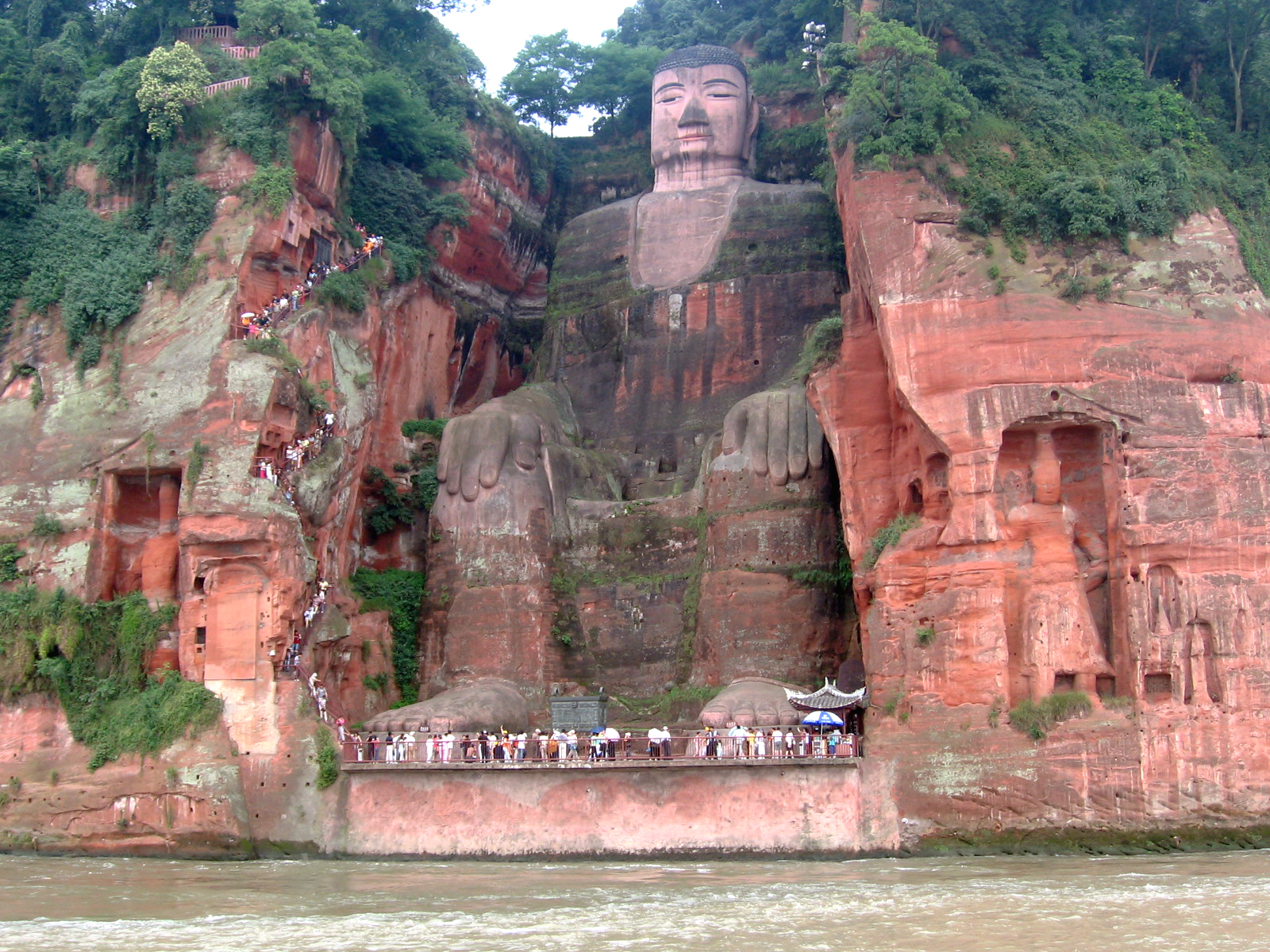
Vista del Gran Buda de Leshan, en la confluencia entre los ríos Min y Dadu

- el río Duke (o Duoke), la cabecera occidental del río Dadu, que nace en la parte noroccidental de la provincia de Sichuan. Describe una pequeña curva en dirección sur y luego se vuelve al norte, para virar enseguida al sureste, un largo tramo en el que el río forma la frontera natural entre las provincias de Sichuan, al sur, y Qinghai, al norte. Su principal afluente, por la margen derecha, es el río Sequ, con su cabecera Se'erqu, que nace no lejos del Duke, en Sichuan, en el límite con la provincia de Qinghai, y se dirige en dirección sureste, pasando por la pequeña localidad de Xuri para después unirse al Duke. Otros afluentes en el curso bajo del Duke son los ríos Eri y Taiyang.

- el río Ma'erqu (o Make), la cabecera septentrional. Nace en la provincia de Qinghai y emprende rumbo sureste y tras formar frontera provincial en un muy corto tramo entre las provincias de Qinghai y Sichuan, se adentra en Sichuan por el norte, casi en dirección este. Tras recibir por la izquierda al río Aqu, el río Ma'erqu vira al sur.

Ambas cabeceras se reúnen y el río lleva en un tramo el nombre de Jiaomuzu —un tramo en el que recibe por la izquierda al corto río Suomo, de unos 60 km, que pasa por la ciudad de Barkam, capital de la Prefectura Autónoma Tibetana y Qiang Ngawa— y luego Dajinchuan, un tramo que finaliza cuando recibe, casi enfrentados a dos ríos, el Caoshiza, por la derecha, y el Dawei, por la izquierda. A partir de aquí el río ya lleva el nombre de Dadu y su rumbo es fundamentalmente sur.
El río discurre por una región montañosa recibiendo muchos afluentes menores y algunos más importantes, como el río Nanya, por la derecha, donde el Dadu se vuelve hacia el este; luego le aborda el Lishua, procedente del norte y por la izquierda; y más tarde los ríos Xilje y Guanmiao, por la derecha. El Dadu describe casi al final de su curso una amplia vuelta hacia el norte y enseguida otra hacia el este, y tras recibir al Quinqyi, por la izquierda, casi en la boca, entrega sus aguas al río Min, en la ciudad de Leshan. El Qingyi es el más importante afluente de su cuenca, con 284 km y una cuenca de 12 897 km².

## Historia
Sobre el río Dadu se encuentra el puente de Luding, construido durante el reinado del emperador Qianlong de la dinastía Qing, y que formó parte de la ruta comercial que unía Sichuan con el Tíbet.
En la historia contemporánea de China, este puente es famoso como escenario de la batalla del Puente de Luding, en 1935, que enfrentó al Ejército Rojo, las fuerzas armadas del Partido Comunista de China, con las fuerzas del gobierno nacionalista de la República de China durante la Larga Marcha, el viaje por el interior de China que llevó a los dirigentes del Partido Comunista desde el sur del país hasta una zona más segura en el norte.